# Sabor a mí (película)
Sabor a mí es una película mexicana de 1988, basada en la vida y obra del compositor mexicano Álvaro Carrillo (1919-1969), interpretado por el cantante mexicano José José, relata desde su juventud en la Escuela Nacional de Agricultura (ENA, actualmente la Universidad Autónoma Chapingo), pasando por sus andanzas y correrías de bohemia al lado de su inseparable amigo Pepe Jara, esta cinta retrata a detalle lo sucedido en la vida de uno de los mejores compositores románticos que ha dado México.

## Argumento
Álvaro Carrillo (José José) estudia en la Universidad de Chapingo y es novio de Ana María (Angélica Aragón). Un fin de semana, Álvaro decide irse con sus amigos a la Ciudad de México; estando allá, se quedan sin dinero y se meten a un velatorio, donde conocen a un cancionero, “Pepe Jara” (Jorge Ortiz de Pinedo), quien al ver que Álvaro es un excelente compositor y cantante, lo lleva a la 'Casa de la Bandida' (Graciela Olmos, "La Bandida", 1896-1963, la prostituta más poderosa de México, interpretada por Carmen Salinas), para que lo escuche y le paguen por cantar y así tener dinero para regresar a Chapingo. Al enterarse los padres de Ana María que Álvaro estuvo cantando en un burdel le prohíben relacionarse con él.
Álvaro se recibe de Ingeniero agrónomo de la Universidad de Chapingo. Y también sigue frecuentando la casa de citas porque cantando gana buenas propinas. Ana María desobedece a su padre y se casa con Álvaro, él le promete a su futura esposa no volver a pisar el burdel, pero al tener necesidades económicas, vuelve a cantar en la casa de citas.
Con el tiempo, Ana María queda decepcionada de Álvaro por sus parrandas y falsas promesas, así que decide dejarlo, pero él la busca y le promete que todo va a cambiar, que tiene una firma con una disquera y no volverá a tocar en ningún burdel, porque se lo prohibió la señora Gudiño, dueña del burdel.
En la transmisión de radio que se hace desde el estudio 'Azul y Plata' de XEW “La voz de la América Latina desde México”, que transmite para toda la República Mexicana, el magno homenaje que los autores, compositores, intérpretes, músicos y el sindicato de la producción cinematográfica rinden al extraordinario compositor oaxaqueño Álvaro Carrillo, se da la noticia de que Álvaro y su familia tuvieron un accidente automovilístico, confirmando la muerte de Álvaro Carrillo (3 de abril de 1969), y la gravedad de su esposa Ana María, quien también fallece (al siguiente día).

## Reparto
- José José … Álvaro Carrillo
- Carmen Salinas … Señora Gudiño (dueña del burdel)
- Jorge Ortiz de Pinedo … Pepe Jara (cancionero)
- Angélica Aragón … Ana María
- Merle Uribe … Elena «La Poca»
- Gustavo Rojo … papá de Ana María
- Rafael Amador … amigo de Álvaro
- Miguel Ángel Ferriz … amigo de Álvaro
- Pablo Ferrel … Luis (amigo de Álvaro)
- Mónica Prado … sexoservidora
- Bárbara Gil … mamá de Ana María
- Antonio Raxel … Armando (amigo de la familia de Ana María)

### Actuación artística
- Juan Gallardo … Charro
- Eugenia Avendaño
- Álvaro Carrillo Jr.
- Moris Grey … “Ámbar” (trasvesti)
- Ana Berumen
- Jorge Noble
- Sergio Acosta
- María Benítez
- Adriana Rojas
- Adriana Fierro
- Carlos Suárez